# ActiveX Data Objects
ADO (ang. ActiveX Data Object) to interfejs wysokiego poziomu umożliwiający dostęp do baz danych poprzez OLE DB.